# Photu
Photu (en népalais : फोतू) est un comité de développement villageois du Népal situé dans le district de Mugu. Au recensement de 2011, il comptait 1 371 habitants.